# Ritter St. Georg (Braunschweig)

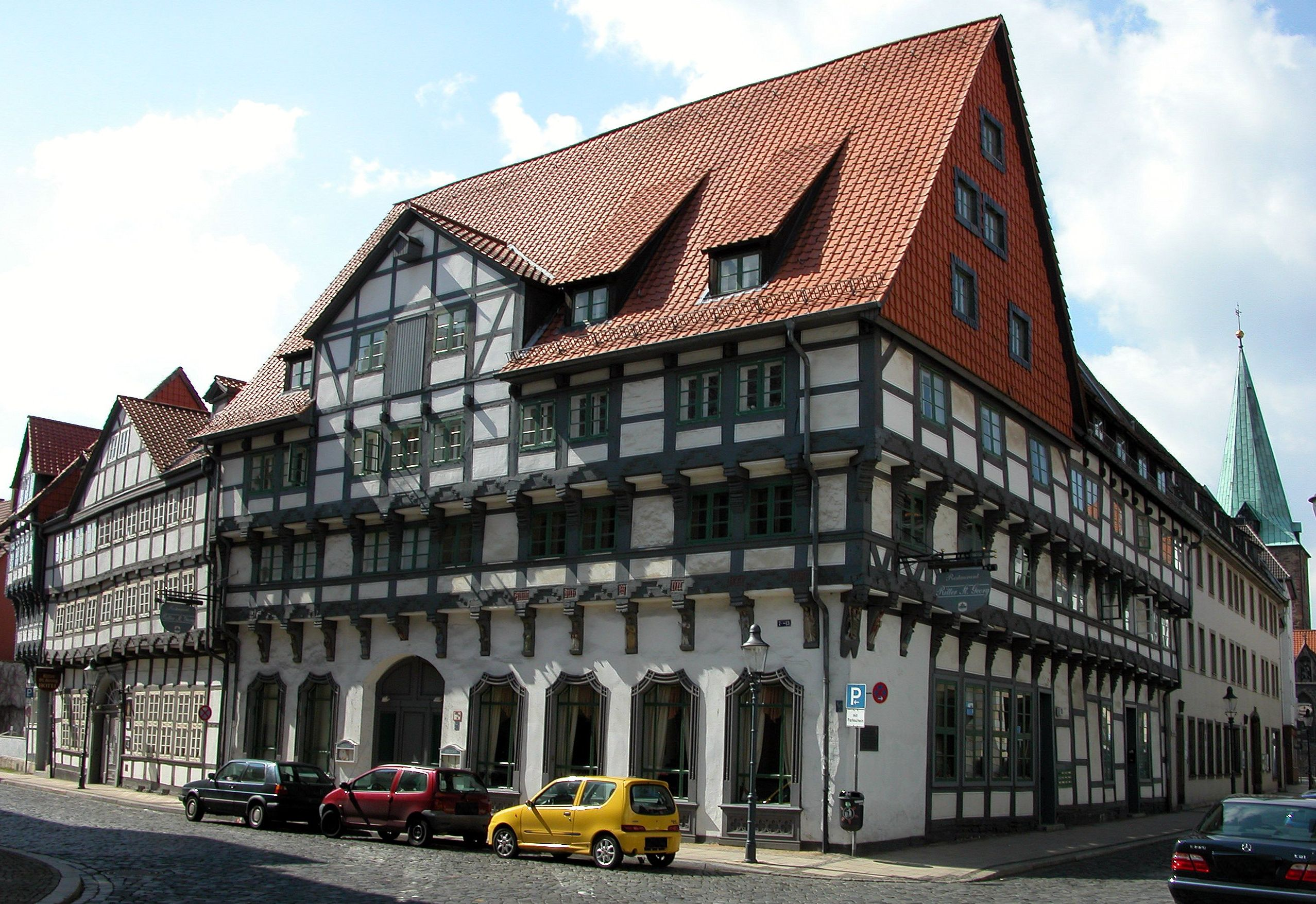
Der „Ritter St. Georg“
(Im Hintergrund rechts der Turm der Michaeliskirche)

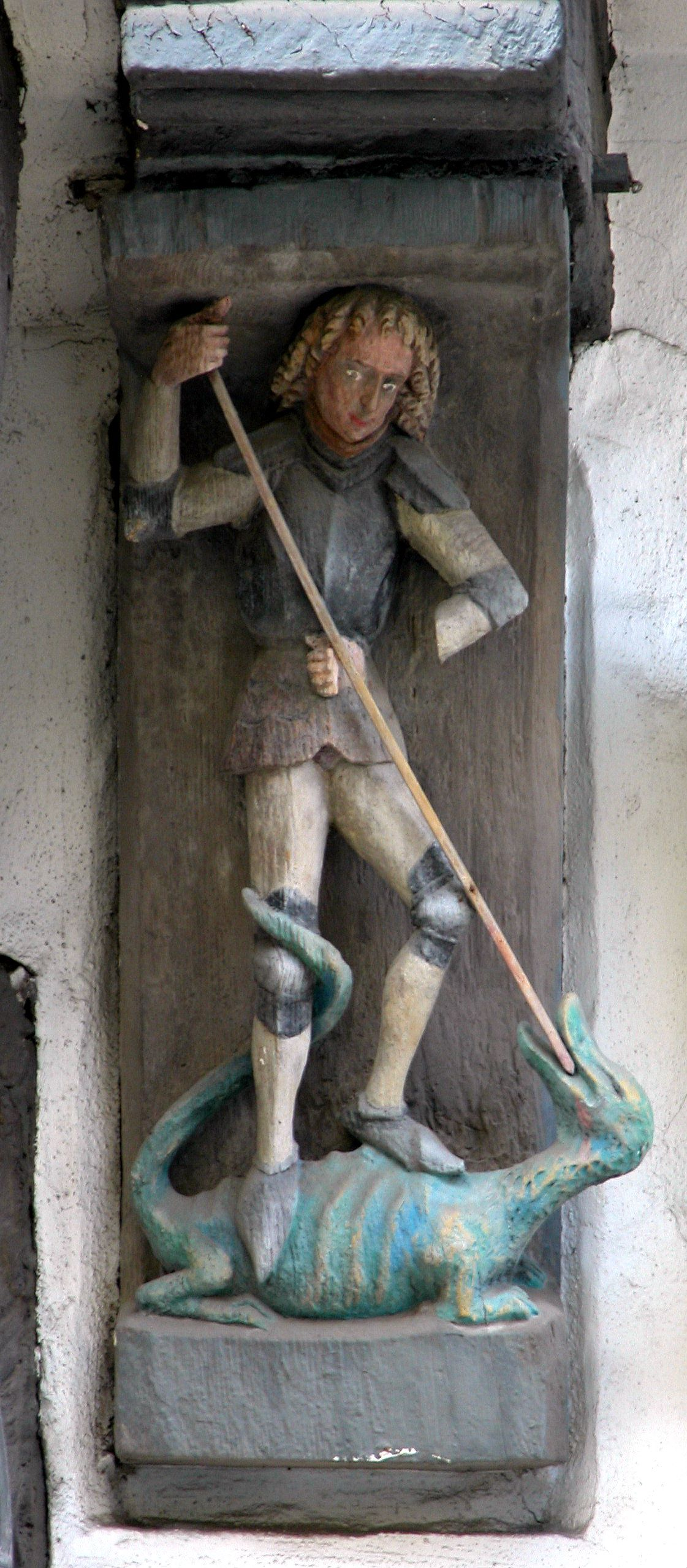
Detail: St. Georg erlegt den Drachen

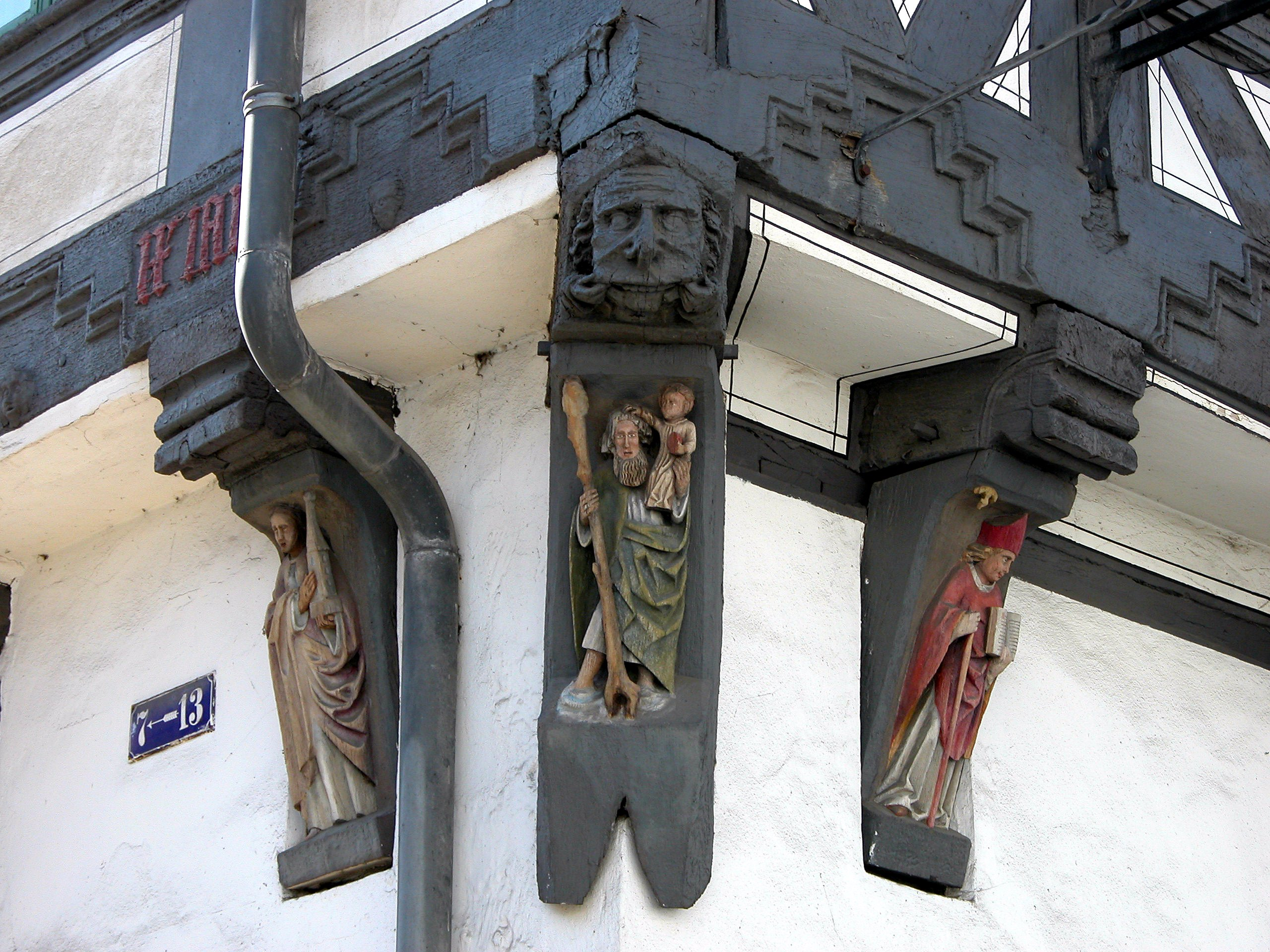
Detail: Christophorus und andere Schnitzereien

Das Haus Ritter St. Georg stammt aus dem Jahre 1489 und ist eines der ältesten und bedeutendsten erhaltenen Fachwerkhäuser der Stadt Braunschweig. Es befindet sich in der Altstadt in der Alten Knochenhauerstraße 13, Ecke Petersilienstraße 1. Es ist heute eines der wenigen Fachwerkhäuser der Stadt, die den Zweiten Weltkrieg – wenn auch beschädigt – überstanden haben.

## Geschichte und Architektur
Das 14 Spann lange Haus bzw. dessen steinerner Vorgängerbau stammt wahrscheinlich bereits aus dem 13. Jahrhundert und wurde von Hans Haverland, Ratsherr, Kämmerer und Bürgermeister im Jahre 1489 sowie in folgenden Jahrhunderten von anderen Eigentümern mehrfach umgebaut. Die Datierung 1489 ergibt sich aus einer Inschrift im Schwellbalken des Hauses. Von den Knaggen über dem Erdgeschoss zeigen 15 kunstvolle figürliche Schnitzereien, so z. B. der für das Haus namengebende Heilige Georg, Christophorus als Nothelfer, eine Fratze zur Abwehr des Bösen und viele andere Darstellungen von Heiligen. Um 1700 erhielt das Gebäude ein zusätzliches Obergeschoss und ein Dach mit Zwerchgiebel und zwei Dachhäusern. Aus dieser Zeit stammt auch das barocke Dielentor. Während die Vorkragung am ursprünglichen 1. Obergeschoss noch kräftig ausgebildet ist, zeigt der Übergang zum jüngeren 2. Obergeschoss nur noch ein flaches Relief. Im Haus selbst sind noch eine Barocktreppe erhalten sowie Teile des originalen Steinfußbodens. Die im Rahmen von Umbaumaßnahmen wiederentdeckten Deckenmalereien aus dem 17. Jahrhundert zählen zu den ältesten in einem niedersächsischen Bürgerhaus. Darüber hinaus findet sich auch ein Stück alte Stadtmauer im Haus und auf dem Hof ein alter Brunnen und eine Zisterne aus dem 13. Jahrhundert. Die im Stile der Gotik ausgeführten Fenster im Erdgeschoss stammen allerdings erst aus dem Jahr 1860.
Nachdem die Kriegsschäden der Bombardierungen des Zweiten Weltkrieges repariert waren, wurde der Mittelteil des Hauses von den 1950er bis in die 1980er Jahre als Wohnhaus genutzt. Im rechten Teil befand sich die stadtbekannte Eckkneipe „Ritter St. Georg“; im linken das Restaurant „Altes Haus“. Nach der Sanierung wurde am 29. November 1983 im Untergeschoss in den Räumen der ehemaligen Eckkneipe das Restaurant „Ritter St. Georg“ eröffnet und ein halbes Jahr später in den oberen Etagen und auf dem Hinterhof das Hotel gleichen Namens in Betrieb genommen.
Am Donnerstag vor der niedersächsischen Landtagswahl von 1998 kehrten Oskar Lafontaine und Gerhard Schröder nach einer Wahlkundgebung im Ritter St. Georg ein und besiegelten mit einem Glas Schnaps die Absprache, Schröder solle für den Fall seines Wahlsieges hernach für das Amt des Bundeskanzlers kandidieren.

## Historische Nachbarschaft
Das Gebäude befindet sich in einem der ältesten Siedlungsgebiete der Stadt, dem Weichbild Altstadt. Zusammen mit einigen Nachbargebäuden gehört es heute zu einem der schönsten baulichen Ensembles der Innenstadt. Nur wenige Meter gegenüber dem „Ritter“ befand sich von 1875 bis zu ihrer endgültigen Zerstörung durch die Nationalsozialisten im Dezember 1940 die Neue Synagoge.